# المغاربية 2 (قناة)
قناة المغاربية 2 هي قناة جزائرية حوارية وإخبارية تبث باللغة الأمازيغية من لندن

## تردد القناة
- النايل سات: 10815 أفقي 27500

## برامج القناة
الرؤيا تاريخه واسراره
البيت (رمضان 2016(ريحان )
الاخبار
الكبير اوي (رمضان 2015(احمد مكي)
رياضات و اسرار (عيد الاضحى 2017 (قريبا)
وغيرها.....